# Crossopriza soudanensis
Crossopriza soudanensis is een spinnensoort uit de familie van de  trilspinnen (Pholcidae). De soort komt voor in Mali en Burkina Faso.